# Florián de Ocampo

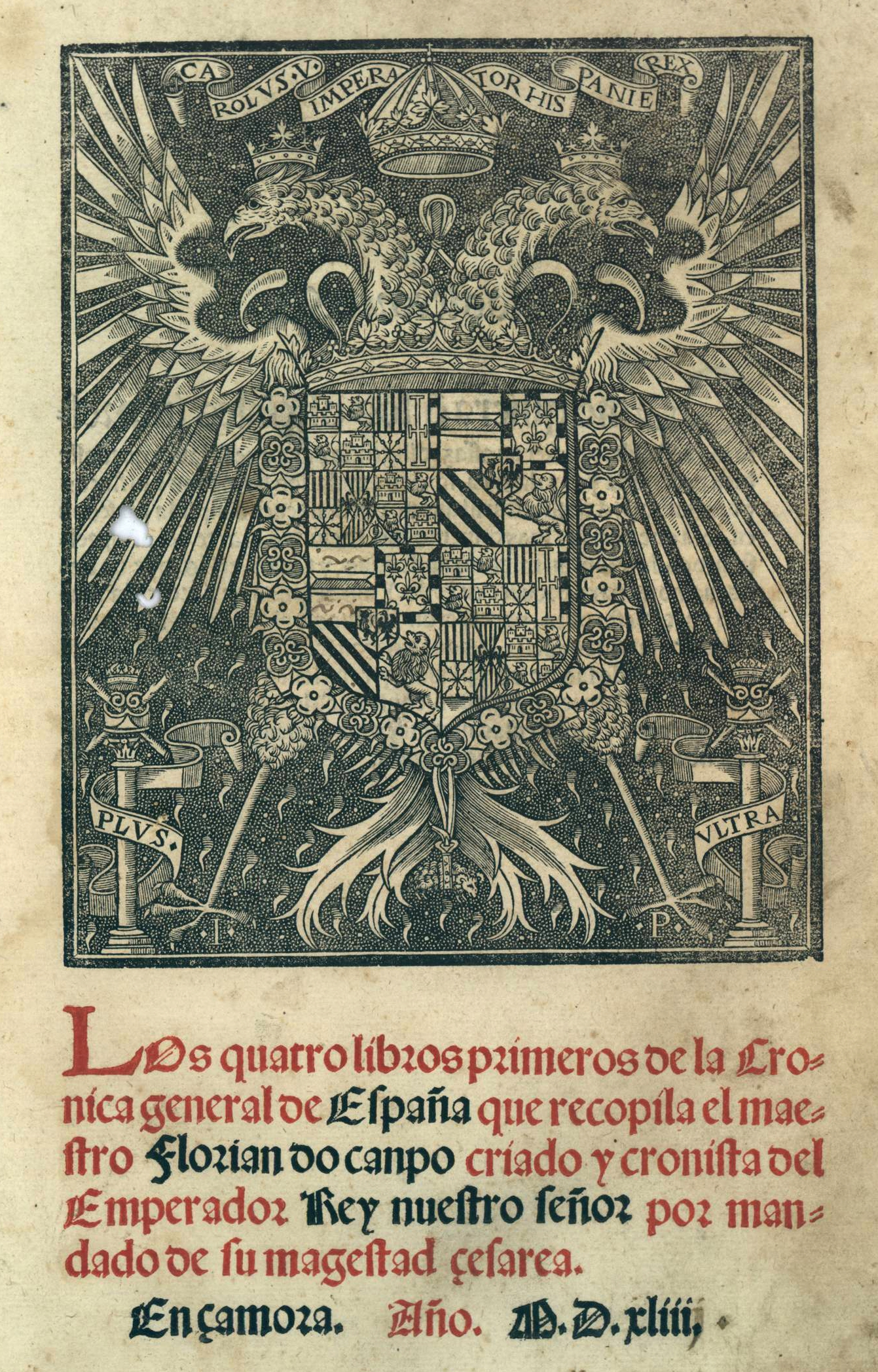
Frontispici de Los cuatro libros primeros de la crónica general de España que recopila el maestro Florián de Ocampo..., Zamora, 1543.

Florián de Ocampo (Zamora, c. 1499 -c. 1558) fou un historiador i escriptor castellà, cronista de Carles I.

## Biografia
No hi ha certesa pel que fa a la data i el lloc del seu naixement. Va poder haver nascut entre 1499 i 1513, a la ciutat de Zamora o a la rodalia (Monfarracinos o Molacillos).
Després d'haver estudiat gramàtica a Zamora, va acudir a la Universitat d'Alcalá de Henares, on es va llicenciar en Física i Metafísica i més tard es va doctorar en Teologia. Durant tot aquest temps, va estar allotjat al prestigiós Colegio Mayor de San Ildefonso.
Va ser nomenat cronista de Carles I al 1539 a petició de les Corts. El 1541, publica una edició del que llavors es considerava la Estoria de España d'Alfons X  titulada Las cuatro partes enteras de la crónica de España que mandó componer el serenísimo rey don Alonso llamado el Sabio. Aquesta Crónica general de Alfonso X d'Ocampo reuneix diferents cròniques d'Alfons. Les tres primeres parts, fins a la mort de Beremund III de Lleó, recullen el text de la Crónica general vulgata. Per a una "quarta part» (anomenada específicament per Diego Catalán Crònica ocampiana) que comprèn la que llavors es considerava història de Castella, des Ferran I, va utilitzar una redacció alfonsina similar a la del manuscrit F de la Versión sanchina (anomenada per Montaner FrutosVersión sanchina concisa) de la Estoria de España, combinada amb la Crónica de Castilla (c. 1300) i, des del regnat de Alfons IX, amb la Crónica particular de San Fernando.

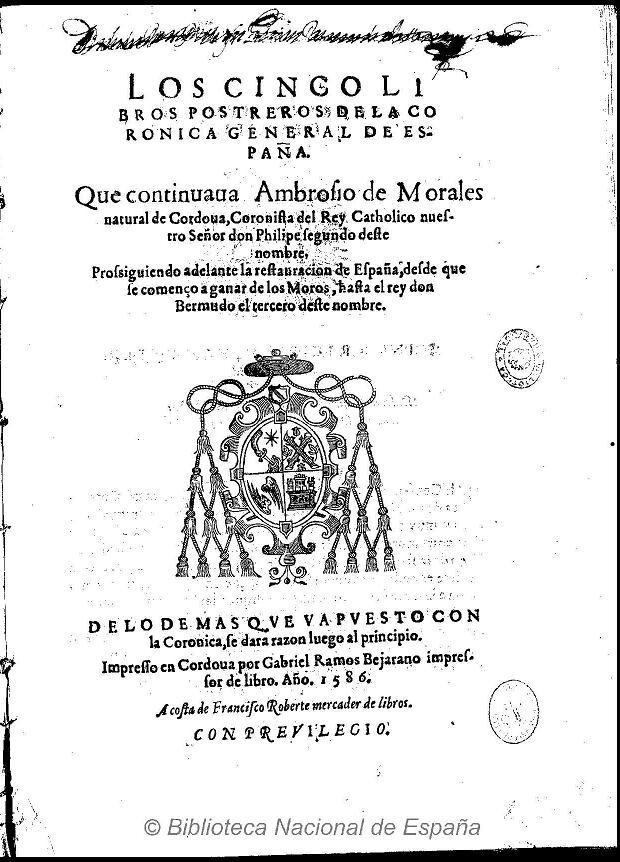
Els cinc llibres darrers de la "Coronica general de España", 1586.

El 1543 publica a Zamora la seva pròpia crònica, en l'àmbit del seu càrrec de cronista real, en els quatre primers llibres de la seva Crónica general de España, que comprèn des de la creació del Món fins a la mort dels Escipions. Deu anys després es va publicar un cinquè llibre a Medina del Campo. L'obra va ser continuada per Ambrosio de Morales. La finalitat d'aquesta obra inconclusa és demostrar la gran antiguitat de la monarquia espanyola i sacrifica freqüentment la veritat a això. Conté gran quantitat d'elements ficticis i llegendaris i guarda certa relació amb la novel·la històrica; recorre a invencions pròpies (com l'autor fingit Julián Lucas) i accepta de vegades les de cronistes anteriors espanyols o italians, cosa que va ser denunciada, a part de per Andreas Schott, que el va acusar en concret d'haver difós les ficcions d'Annio de Viterbo, també pel seu continuador Ambrosio de Morales, que va veure que no li van faltar escrúpols a l'hora d'utilitzar inscripcions manifestament espúries per als humanistes espanyols que havia fabricat Kyriacus Anconitanus, els textos de les quals confirmaven esdeveniments, personatges, herois o déus per regla general relatius a l'època de la conquesta romana. Al segle xvii, Mayans va ser encara més dur i el va titllar simplement de mentider.
També va compondre la Historia del cardenal Cisneros, el Linaje del apellido de Valencia, el Libro de linaje y armas i va publicar una edició de la Crónica de Alfonso Onceno.Sobre la data de defunció, ha una gran discussió, i se situa des de 1555 fins a 1590, alguns a Zamora i altres a Còrdova
El 1984 es va crear en el seu honor l'Instituto de Estudios Zamoranos que porta el seu nom.

## Edicions
- Florián de Ocampo, Las cuatro partes enteras de la crónica de España que mandó componer el serenísimo rey don Alonso llamado el Sabio. Donde se contienen los acontecimientos y hazañas mayores y más señaladas que sucedieron en España desde su primera población hasta casi los tiempos del dicho señor rey [=Crónica general de Alfonso X], Zamora, Augustin de Paz y Juan Picardo impresores; a costa de Juan de Spinosa, 9 de desembre de 1541. Biblioteca Virtual del Patrimonio Bibliográfico BVPB20080023690. [Denominada també Tercera Crónica General y Crónica General Vulgata].
- — Los cuatro libros primeros de la crónica general de España que recopila el maestro Florián de Ocampo, criado y cronista del emperador rey nuestro señor por mandado de su magestad cesárea Arxivat 2016-03-03 a Wayback Machine. [=Crónica general de España], Zamora, Juan Picardo; de Juan Pedro Mussetti, 1543.
- — Los cinco libros primeros de la crónica general de España, que recopila el maestro Florián de Ocampo[Enllaç no actiu], Medina del Campo, Guillermo Millis, 1553. Otra digitalización de la UCM-Google books.
- — Los cinco libros primeros de la crónica general de España que recopilaba el maestro Florián de Ocampo, cronista del rey nuestro señor, por mandato de su majestad, en Zamora, Alcalá de Henares, Juan Íñiguez de Lequerica; de Diego Martínez, 1578.